# Silene grisebachii
Silene grisebachii là loài thực vật có hoa thuộc họ Cẩm chướng. Loài này được (Davidov) Pirker & Greuter miêu tả khoa học đầu tiên năm 1995.